# Norwich, New York
Norwich este un oraș din comitatul Chenango County, statul New York, SUA, cu o populație de 7.190 de locuitori (conform recensământului din 2010 efectuat de USCB). Orașul este și sediul administrativ al comitatului Chenango.